# Grzegorz Ostaszewski
Grzegorz Ostaszewski es un piloto de automovilismo polaco que ha destacado como piloto de camiones. Ha participado en diversos campeonatos a lo largo de su carrera tales como el  Campeonato de Francia de Carreras de Camiones o el Campeonato de Europa de Carreras de Camiones. Es llamado también con el nombre de Grégory (su nombre en francés), dada su participación en el Campeonato de Francia de Carreras de Camiones.

## Trayectoria
Corrió en el Campeonato de Europa de Carreras de Camiones (ETRC) a tiempo parcial para el equipo de Frankie Vojtíšek, el Frankie Truck Racing Team, en 2013. En cinco rondas del campeonato no fue capaz de puntuar en ninguna de las carreras. teniendo como mejor resultado en carrera un decimotercer puesto.
En 2017 disputó una ronda del ETRC corriendo para el Team 14. Disputó las cuatro carreras en Most a bordo de un Renault, teniendo como mejor resultado dos duodécimos puestos (en las carreras 3 y 4), finalizando sin puntos y sin puesto en la general, ya que la FIA obliga a disputar alguna de las cinco primeras rondas del ETRC para tener un puesto en la general. No obstante, en la Promoters Truck Cup, acabó tercero en la cuarta carrera, sumando 32 puntos en todo el fin de semana, lo que le situó en decimocuarta posición de la clasificación general. Disputó al completo el Campeonato de Francia de Carreras de Camiones, en el que finalizó quinto en la general. Tuvo una primera mitad de temporada bastante mala (sólo sumó en 6 de las primeras 12 carreras), pero, por el contrario, sumó en las últimas ocho carreras del año, cerrando la temporada con un podio en la penúltima carrera.
En 2018 tan sólo corrió el Campeonato de Francia de Carreras de Camiones, acabando en quinta posición. Ganó dos carreras, en Magny-Cours y en Albi. También consiguió cinco podiums, todos ellos terceros puestos.
En 2019 volvió a disputar a tiempo completo el Campeonato de Francia, finalizando de nuevo en quinta posición. Consiguió cuatro podios (dos segundos y dos terceros puestos) aunque fueron en carreras de parrilla invertida.
En 2020 no continuó en el Team 14, que contrató a un nuevo piloto, Romain Rivals.

## Resultados

### Resultados en el Campeonato de Europa de Carreras de Camiones
| Año  | Camión  | N.º | Pilotos                   | 1      | 1      | 1      | 1       | 2      | 2      | 2      | 2      | 3      | 3      | 3      | 3      | 4   | 4   | 4   | 4   | 5      | 5      | 5      | 5      | 6      | 6      | 6      | 6      | 7      | 7      | 7      | 7      | 8   | 8   | 8   | 8   | 9   | 9   | 9   | 9   | 10      | 10      | 10      | 10      | Posición | Puntos |
| ---- | ------- | --- | ------------------------- | ------ | ------ | ------ | ------- | ------ | ------ | ------ | ------ | ------ | ------ | ------ | ------ | --- | --- | --- | --- | ------ | ------ | ------ | ------ | ------ | ------ | ------ | ------ | ------ | ------ | ------ | ------ | --- | --- | --- | --- | --- | --- | --- | --- | ------- | ------- | ------- | ------- | -------- | ------ |
| 2013 | MAN     | 22  | Frankie Truck Racing Team | MIS 18 | MIS 16 | MIS 15 | MIS Ret | NAV 16 | NAV 17 | NAV 18 | NAV 18 | NOG 15 | NOG 14 | NOG 16 | NOG 15 | RBR | RBR | RBR | RBR | NUR 14 | NUR 16 | NUR 16 | NUR 16 | SMO    | SMO    | SMO    | SMO    | MOS 17 | MOS 13 | MOS 15 | MOS 15 | ZOL | ZOL | ZOL | ZOL | JAR | JAR | JAR | JAR | LMS DNS | LMS DNS | LMS DNS | LMS DNS | 24º      | 0      |
| 2017 | Renault | 76  | Team 14                   | RBR    | RBR    | RBR    | RBR     | MIS    | MIS    | MIS    | MIS    | NUR    | NUR    | NUR    | NUR    | SVK | SVK | SVK | SVK | HUN    | HUN    | HUN    | HUN    | MOS 13 | MOS 13 | MOS 12 | MOS 12 | ZOL    | ZOL    | ZOL    | ZOL    | LMS | LMS | LMS | LMS | JAR | JAR | JAR | JAR |         |         |         |         | -        | -      |

### Resultados en la Promoter's Cup del ETRC
| Año  | Camión  | N.º | Pilotos | 1   | 1   | 1   | 1   | 2   | 2   | 2   | 2   | 3   | 3   | 3   | 3   | 4   | 4   | 4   | 4   | 5   | 5   | 5   | 5   | 6     | 6     | 6     | 6     | 7   | 7   | 7   | 7   | 8   | 8   | 8   | 8   | 9   | 9   | 9   | 9   | Posición | Puntos |
| ---- | ------- | --- | ------- | --- | --- | --- | --- | --- | --- | --- | --- | --- | --- | --- | --- | --- | --- | --- | --- | --- | --- | --- | --- | ----- | ----- | ----- | ----- | --- | --- | --- | --- | --- | --- | --- | --- | --- | --- | --- | --- | -------- | ------ |
| 2017 | Renault | 76  | Team 14 | RBR | RBR | RBR | RBR | MIS | MIS | MIS | MIS | NUR | NUR | NUR | NUR | SVK | SVK | SVK | SVK | HUN | HUN | HUN | HUN | MOS 4 | MOS 5 | MOS 5 | MOS 3 | ZOL | ZOL | ZOL | ZOL | LMS | LMS | LMS | LMS | JAR | JAR | JAR | JAR | 14º      | 32     |

### Resultados en el Campeonato de Francia de Carreras de Camiones
| Año  | Camión  | N.º | Equipo  | 1       | 1       | 1     | 1     | 2       | 2       | 2     | 2      | 3       | 3     | 3       | 3     | 4     | 4     | 4     | 4     | 5     | 5     | 5     | 5       | 6     | 6     | 6     | 6     | Posición | Puntos |
| ---- | ------- | --- | ------- | ------- | ------- | ----- | ----- | ------- | ------- | ----- | ------ | ------- | ----- | ------- | ----- | ----- | ----- | ----- | ----- | ----- | ----- | ----- | ------- | ----- | ----- | ----- | ----- | -------- | ------ |
| 2017 | Renault | 14  | Team 14 | CHR Ret | CHR Ret | CHR 9 | CHR 5 | LCS Ret | LCS Ret | LCS 8 | LCS 12 | NOG 5   | NOG 6 | NOG Ret | NOG 6 | LMS 5 | LMS 4 | LMS 4 | LMS 4 | ALB 7 | ALB 4 | ALB 3 | ALB 5   |       |       |       |       | 5º       | 132    |
| 2018 | Renault | 14  | Team 14 | LCS 5   | LCS 8   | LCS 3 | LCS 3 | NOG 5   | NOG 3   | NOG 4 | NOG 3  | MGC Ret | MGC 8 | MGC 5   | MGC 1 | CHR 4 | CHR 5 | CHR 4 | CHR 4 | LMS 7 | LMS 5 | LMS 5 | LMS 3   | ALB 5 | ALB C | ALB 6 | ALB 1 | 5º       | 205    |
| 2019 | Renault | 14  | Team 14 | LCS 5   | LCS 5   | LCS 5 | LCS 3 | NOG 5   | NOG 2   | NOG 5 | NOG 2  | CHR 6   | CHR 7 | CHR 6   | CHR 6 | LMS 5 | LMS 3 | LMS 5 | LMS 4 | ALB 9 | ALB 8 | ALB 5 | ALB Ret |       |       |       |       | 5º       | 156    |